# 斎藤陽子 (弁護士)
斎藤 陽子（さいとう ようこ、1939年（昭和14年） － ）は、日本の弁護士。2010年現在、さいとう陽子法律事務所代表。

## 人物
1962年（昭和37年）北海道学芸大学学芸学部札幌分校卒業。中学校教諭などを経て、1976年司法試験合格。1980年弁護士登録し、野切法律事務所勤務。1986年独立し、さいとう陽子法律事務所を設立。2005年北海学園大学法科大学院非常勤講師（ - 2009年）
この他、北海道教育大学教育学部岩見沢校（1983年 - 1993年）や、札幌大学法学部（1990年~2000年）などで非常勤講師も務めた。

## 著書
- 『困ったときの法律百科』（北海道新聞社、1990年）
- 『もめごと110番 : カードトラブルからゴルフの事故まで』（北海道新聞社、1995年）